# A Ferencvárosi TC 1913–1914-es szezonja
A Ferencvárosi TC 1913–1914-es szezonja szócikk a Ferencvárosi TC első számú férfi labdarúgócsapatának egy szezonjáról szól, mely összességében és sorozatban is a 13. idénye volt a csapatnak a magyar első osztályban. A klub fennállásának ekkor volt a 15. évfordulója.

## Mérkőzések
| Színmagyarázat | Színmagyarázat |
| -------------- | -------------- |
|                | Győzelem.      |
|                | Döntetlen.     |
|                | Vereség.       |

### Bajnokság (I. osztály) 1913–14

#### Őszi fordulók
| 1913. augusztus 31. |

| Ferencváros                  | 3 – 2       | Törekvés SE |
| ---------------------------- | ----------- | ----------- |
| Pataki Weinber II Tóth Potya | Jegyzőkönyv |             |

| Üllői út, Budapest |

| 1913. szeptember 7. |

| Ferencváros | 3 – 2       | Budapesti AK |
| ----------- | ----------- | ------------ |
| Schlosser   | Jegyzőkönyv |              |

| Üllői út, Budapest |

| 1913. szeptember 14. |

| Ferencváros               | 4 – 3       | Magyar AC |
| ------------------------- | ----------- | --------- |
| Schlosser Payer ög' Weisz | Jegyzőkönyv |           |

| Üllői út, Budapest |

| 1913. október 5. |

| Ferencváros                        | 8 – 0       | 33 FC |
| ---------------------------------- | ----------- | ----- |
| Tóth Potya Pataki Schlosser Koródy | Jegyzőkönyv |       |

| Üllői út, Budapest |

| 1913. október 12. |

| Ferencváros          | 2 – 3       | MTK |
| -------------------- | ----------- | --- |
| Tóth Potya Schlosser | Jegyzőkönyv |     |

| Üllői út, Budapest |

| 1913. november 9. |

| Ferencváros | 1 – 3       | Budapesti TC |
| ----------- | ----------- | ------------ |
| Payer       | Jegyzőkönyv |              |

| Üllői út, Budapest |

| 1913. november 16. |

| Ferencváros                 | 5 – 1       | Újpest |
| --------------------------- | ----------- | ------ |
| Schlosser Pataki Tóth Potya | Jegyzőkönyv |        |

| Üllői út, Budapest |

| 1913. november 23. |

| III. Kerületi TVE | 0 – 5       | Ferencváros             |
| ----------------- | ----------- | ----------------------- |
|                   | Jegyzőkönyv | Tóth Potya Payer Pataki |

| Budapest |

| 1913. december 1. |

| Ferencváros                       | 8 – 0       | Nemzeti SC |
| --------------------------------- | ----------- | ---------- |
| Schlosser Tóth Potya Bródy Pataki | Jegyzőkönyv |            |

| Üllői út, Budapest |

#### Tavaszi fordulók
| 1914. február 15. |

| MTK | 4 – 1       | Ferencváros |
| --- | ----------- | ----------- |
|     | Jegyzőkönyv | Payer       |

| Hungária körút, Budapest |

| 1914. február 22. |

| Nemzeti SC | 1 – 4       | Ferencváros             |
| ---------- | ----------- | ----------------------- |
|            | Jegyzőkönyv | Pataki Tóth Potya Payer |

| Üllői út, Budapest |

| 1914. március 8. |

| 33 FC | 0 – 3       | Ferencváros     |
| ----- | ----------- | --------------- |
|       | Jegyzőkönyv | Schlosser Weisz |

| Üllői út, Budapest |

| 1914. március 22. |

| Törekvés SE | 1 – 1       | Ferencváros |
| ----------- | ----------- | ----------- |
|             | Jegyzőkönyv | Schlosser   |

| Üllői út, Budapest |

| 1914. április 5. |

| Budapesti AK | 1 – 3       | Ferencváros          |
| ------------ | ----------- | -------------------- |
|              | Jegyzőkönyv | Schlosser Tóth Potya |

| Üllői út, Budapest |

| 1914. április 19. |

| Magyar AC | 3 – 2       | Ferencváros |
| --------- | ----------- | ----------- |
|           | Jegyzőkönyv | Pataki ög'  |

| Üllői út, Budapest |

| 1914. május 10. |

| Budapesti TC | 0 – 1       | Ferencváros |
| ------------ | ----------- | ----------- |
|              | Jegyzőkönyv | Tóth Potya  |

| Üllői út, Budapest |

| 1914. június 11. |

| Ferencváros            | 4 – 2       | III. Kerületi TVE |
| ---------------------- | ----------- | ----------------- |
| Schlosser Weisz Pataki | Jegyzőkönyv |                   |

| Üllői út, Budapest |

| 1914. június 14. |

| Újpest | 2 – 3       | Ferencváros |
| ------ | ----------- | ----------- |
|        | Jegyzőkönyv | Schlosser   |

| Budapest |

#### A végeredmény
| #  | Csapat            | J  | Gy | D | V  | Rg | Kg | Gk  | P  | Megjegyzés |
| -- | ----------------- | -- | -- | - | -- | -- | -- | --- | -- | ---------- |
| 1  | MTK               | 18 | 15 | 3 | -  | 56 | 12 | +44 | 33 | Bajnok     |
| 2  | Ferencvárosi TC   | 18 | 13 | 1 | 4  | 61 | 28 | +33 | 27 |            |
| 3  | Bp. Törekvés SE   | 18 | 9  | 5 | 4  | 41 | 24 | +17 | 23 |            |
| 4  | Budapesti TC      | 18 | 9  | 4 | 5  | 45 | 19 | +26 | 22 |            |
| 5  | MAC               | 18 | 7  | 4 | 7  | 27 | 38 | -11 | 18 |            |
| 6  | 33 FC             | 18 | 6  | 3 | 9  | 15 | 36 | -21 | 15 |            |
| 7  | Újpesti TE        | 18 | 4  | 4 | 10 | 28 | 52 | -24 | 12 |            |
| 8  | Budapesti AK      | 18 | 5  | 1 | 12 | 19 | 32 | -13 | 11 |            |
| 9  | III. Kerületi TVE | 18 | 3  | 4 | 11 | 22 | 37 | -15 | 10 |            |
| 10 | Nemzeti SC        | 18 | 3  | 3 | 12 | 17 | 53 | -36 | 9  | Kiesett    |

### Egyéb mérkőzések
| 1913. augusztus 24. |

| Ferencváros                 | 9 – 0               | Újpest |
| --------------------------- | ------------------- | ------ |
| Schlosser Pataki Tóth Potya | (5 – 0) Jegyzőkönyv |        |

| Üllői út, Budapest |

| 1913. szeptember 21. |

| Ferencváros                              | 6 – 4 (h. u.) | Rapid Wien |
| ---------------------------------------- | ------------- | ---------- |
| Borbás Schlosser Payer Pataki Tóth Potya | Jegyzőkönyv   |            |

| Üllői út, Budapest |

| 1913. szeptember 28. |

| Wiener AC | 2 – 2       | Ferencváros      |
| --------- | ----------- | ---------------- |
|           | Jegyzőkönyv | Pataki Schlosser |

| Bécs |

| 1913. október 19. |

| Ferencváros | 1 – 2       | WAF |
| ----------- | ----------- | --- |
| Schlosser   | Jegyzőkönyv |     |

| Üllői út, Budapest |

| 1913. december 7. |

| Ferencváros      | 3 – 2       | Törekvés SE |
| ---------------- | ----------- | ----------- |
| Schlosser Pataki | Jegyzőkönyv |             |

| Üllői út, Budapest |

| 1913. december 25. |

| Red Star Amical | 0 – 7       | Ferencváros                          |
| --------------- | ----------- | ------------------------------------ |
|                 | Jegyzőkönyv | Schlosser Pataki Tóth Potya Szeitler |

| Párizs |

| 1913. december 26. |

| Párizs válogatott | 1 – 5       | Ferencváros                       |
| ----------------- | ----------- | --------------------------------- |
|                   | Jegyzőkönyv | Weisz Tóth Potya Pataki Schlosser |

| Párizs |

| 1914. január 1. |

| Real Sociedad | 1 – 6       | Ferencváros                                |
| ------------- | ----------- | ------------------------------------------ |
|               | Jegyzőkönyv | Schlosser Weisz Tóth Potya Pataki Szeitler |

| San Sebastian |

| 1914. január 4. |

| Athletic Club | 2 – 5               | Ferencváros      |
| ------------- | ------------------- | ---------------- |
|               | (1 – 3) Jegyzőkönyv | Pataki Schlosser |

| Bilbao |

| 1914. január 6. |

| Athletic Club | 0 – 2       | Ferencváros |
| ------------- | ----------- | ----------- |
|               | Jegyzőkönyv | Pataki      |

| Bilbao |

| 1914. március 1. |

| Ferencváros | 1 – 3               | Wiener SC |
| ----------- | ------------------- | --------- |
| Schlosser   | (1 – 3) Jegyzőkönyv |           |

| Üllői út, Budapest |

| 1914. március 15. |

| DFC Prag | 0 – 0               | Ferencváros |
| -------- | ------------------- | ----------- |
|          | (0 – 0) Jegyzőkönyv |             |

| Prága |

| 1914. március 29. |

| Ferencváros | 1 – 0               | Wiener AC |
| ----------- | ------------------- | --------- |
| Schlosser   | (1 – 0) Jegyzőkönyv |           |

| Üllői út, Budapest |

| 1914. április 12. |

| Ferencváros | 1 – 1       | Caledonians |
| ----------- | ----------- | ----------- |
| Pataki      | Jegyzőkönyv |             |

| Üllői út, Budapest |

| 1914. április 26. |

| WAF | 4 – 4       | Ferencváros         |
| --- | ----------- | ------------------- |
|     | Jegyzőkönyv | Rumbold Kiss Pataki |

| Bécs |

| 1914. május 3. |

| Ferencváros | 1 – 1               | Rudolfshügel |
| ----------- | ------------------- | ------------ |
| Weisz       | (0 – 0) Jegyzőkönyv |              |

| Üllői út, Budapest |

| 1914. május 3. |

| Ferencváros, BTC, BAK vegyes | 1 – 0               | WAF |
| ---------------------------- | ------------------- | --- |
| Ludwig                       | (0 – 0) Jegyzőkönyv |     |

| Üllői út, Budapest |

| 1914. május 17. |

| Ferencváros  | 2 – 2               | Celtic FC |
| ------------ | ------------------- | --------- |
| Borbás Payer | (1 – 1) Jegyzőkönyv |           |

| Üllői út, Budapest |

| 1914. május 24. |

| Ferencváros      | 3 – 1       | Burnley FC |
| ---------------- | ----------- | ---------- |
| Schlosser Borbás | Jegyzőkönyv |            |

| Üllői út, Budapest |

| 1914. június 7. |

| Rapid Wien | 0 – 2       | Ferencváros          |
| ---------- | ----------- | -------------------- |
|            | Jegyzőkönyv | Schlosser Tóth Potya |

| Bécs |

## Külső hivatkozások
- A csapat hivatalos honlapja (magyarul)
- Az 1913–1914-es szezon menetrendje a tempofradi.hu-n (magyarul)